# 니콜라 빌렘
니콜라 빌렘(Nicolas Wilhelm, 본명: 니콜라 조제프 마리 빌렘, Nicolas Joseph Marie Wilhelm, 한국명 홍석구, 1860년 1월 24일 ~ 1938년 5월 6일)은 프랑스의 신부이다. 알자스 슈파이헤른에서 태어났다. 한국의 독립 운동에 관심을 가져 안중근의 거사를 도왔다. 세례명은 요셉이다. 천주교 황해도 담당 선교사로 활동했고 안 의사 일가와 친밀한 관계를 유지했다.
1914년 프랑스로 귀국하여 자신이 태어난 알자스 지방에서 사목활동을 했다.

## 안중근의 거사를 지지했다는 오해
2010년 연구에서 빌렘 신부의 프랑스어 서한이 잘못 번역되어서, 안중근의 거사를 지지하였다고 가공해 낸 내용이 있었음이 알려졌다.

## 같이 보기
- 안중근#부정적 평가
- 귀스타브샤를마리 뮈텔
- 을사조약#체결 직후
- 한일병합조약#왕의 친정체제에서 입헌군주제로 전환
- 아베 신조 피살 사건